# Herbert Kannegiesser (Unternehmen)
Die Herbert Kannegiesser GmbH ist ein deutsches mittelständisches Unternehmen aus Vlotho (Westfalen), das Maschinen für industrielle Wäschereitechnik herstellt und in diesem Bereich als Weltmarktführer gilt.
Das Ziel des familiengeführten Unternehmens Herbert Kannegiesser GmbH ist es, innovative Lösungen für die Automatisierung, Robotisierung, Ergonomie, Produktivität und Nachhaltigkeit zu entwickeln. Das Unternehmen sieht sich zunehmend als Technikpartner seiner Kunden und strebt danach, die gesamte Wäschereitechnik effizient, vernetzt und auf dem neuesten Stand der Technik zu gestalten.
2014 wurden die Anteile des Unternehmens zu 100 Prozent in eine Familienstiftung übertragen.

## Geschichte des Unternehmens
Der Unternehmensgründer Herbert Kannegiesser war in der Zeit des Nationalsozialismus Ingenieur bei den Focke-Wulf-Flugzeugwerken. Nach der Flucht vor der russischen Armee gelangte die Familie nach Ostwestfalen, wo Kannegiesser am 3. April 1948 in der Gemeinde Valdorf, einem heutigen Ortsteil der Stadt Vlotho, ein Unternehmen mit vier Mitarbeitern gründete. Das zunächst unter dem Namen Valdorfer Maschinenfabrik GmbH gegründete Unternehmen wurde ein Jahr später am 10. Mai 1949 in Kannegiesser & Co. Maschinenfabrik GmbH umbenannt. Im Jahr 1951 wurde Herbert Kannegiesser zum alleinigen Gesellschafter des Unternehmens.

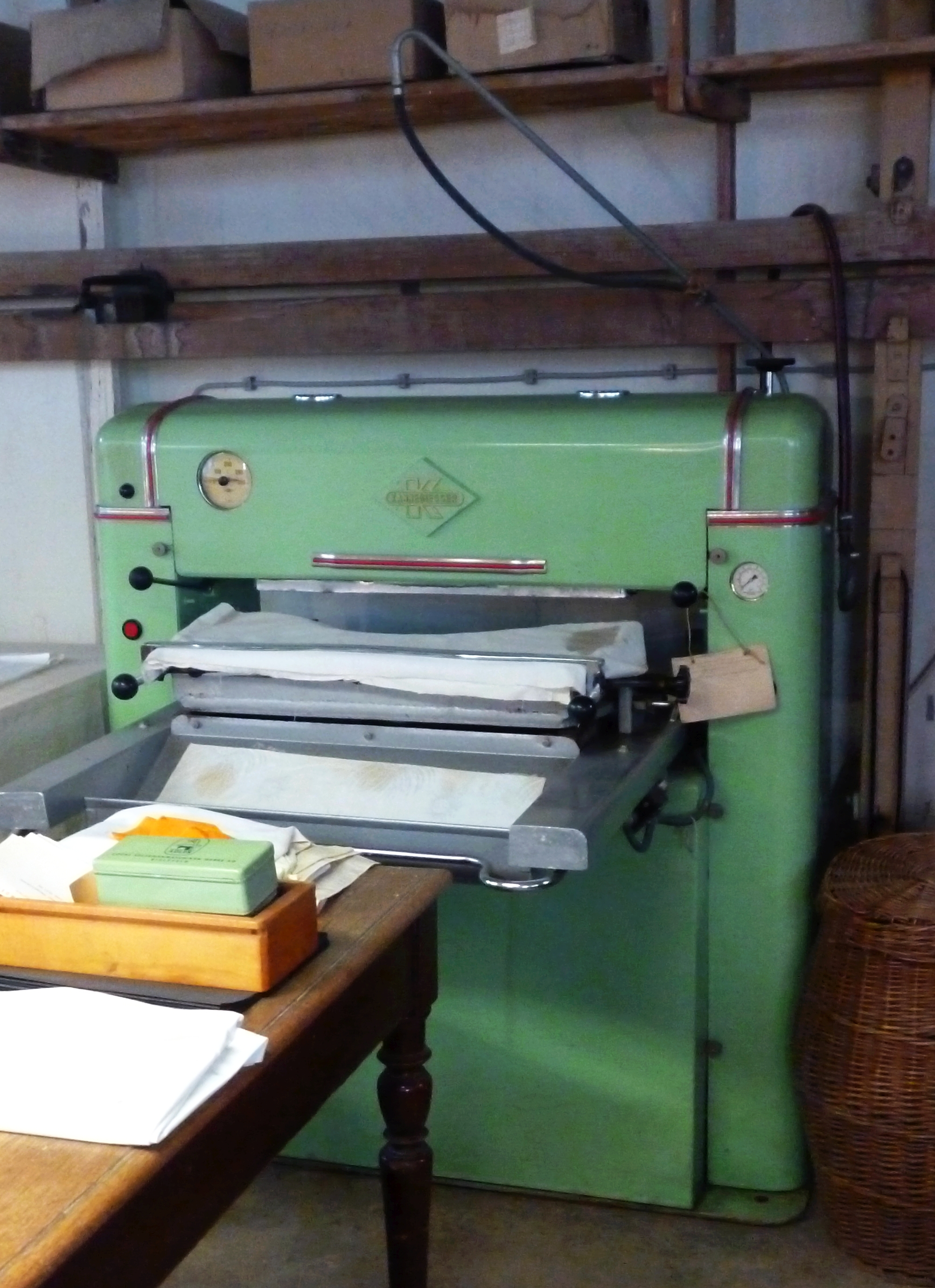
Schubladenpresse zum Einpassen von Kragen-Einlagen für Hemdkragen ohne Naht.

Das Unternehmen produzierte mit großem Erfolg Bandmesser- und Bügelmaschinen für die Bekleidungsindustrie, in der in dieser Zeit besonders in Ostwestfalen viele Unternehmen tätig waren. Es spezialisierte sich in der Folge auf Bügelpressen für das maschinelle Bügeln von Oberhemden und verkaufte diese auch im Ausland. Schon 1961 hatte das Unternehmen 180 Beschäftigte, die rund 25 Millionen DM Jahresumsatz erwirtschafteten.
1966 wurde sein Sohn Martin Kannegiesser Vertriebsleiter in dem elterlichen Unternehmen. Nach dem Tod des Vaters rückte er ab 1974 zum Inhaber des Unternehmens auf, dessen Geschäftsführung er aber schon 1968 übernommen hatte. In der Folge baute er das Unternehmen zum Weltmarktführer für Großwäschereitechnik aus.
Bereits 1983 stellte die Herbert Kannegiesser GmbH eine „Mangelstraße aus einem Guss“ vor – Anfänge einer angestrebten „kompletten Systemlösung“, die kontinuierlich weiterentwickelt wurde. Heute produziert das Unternehmen nahezu sämtliche Aggregate der industriellen Wäschereitechnik – von der Waschschleudermaschine über die Waschstraße bis hin zur automatischen Sortiertechnik – mit den vier Sparten Nass-Bereich, Formteile-Bereich, Flachwäsche-Bereich sowie Technische Dienstleistungen. Diese weitgefächerte Angebotspalette ermöglicht ganzheitliche Verbundlösungen, die das gesamte Spektrum der industriellen Wäschereitechnik abdecken.
2009 arbeiteten im Jahresschnitt 673 Beschäftigte ohne Tochterunternehmen bei dem Unternehmen, davon 349 gewerbliche Arbeitnehmer und 324 Angestellte. Der Jahresumsatz betrug 2009 167 Mio. Euro, was einem Rückgang von 17,1 Prozent gegenüber dem Vorjahr entsprach.

## Standorte und Tochterunternehmen

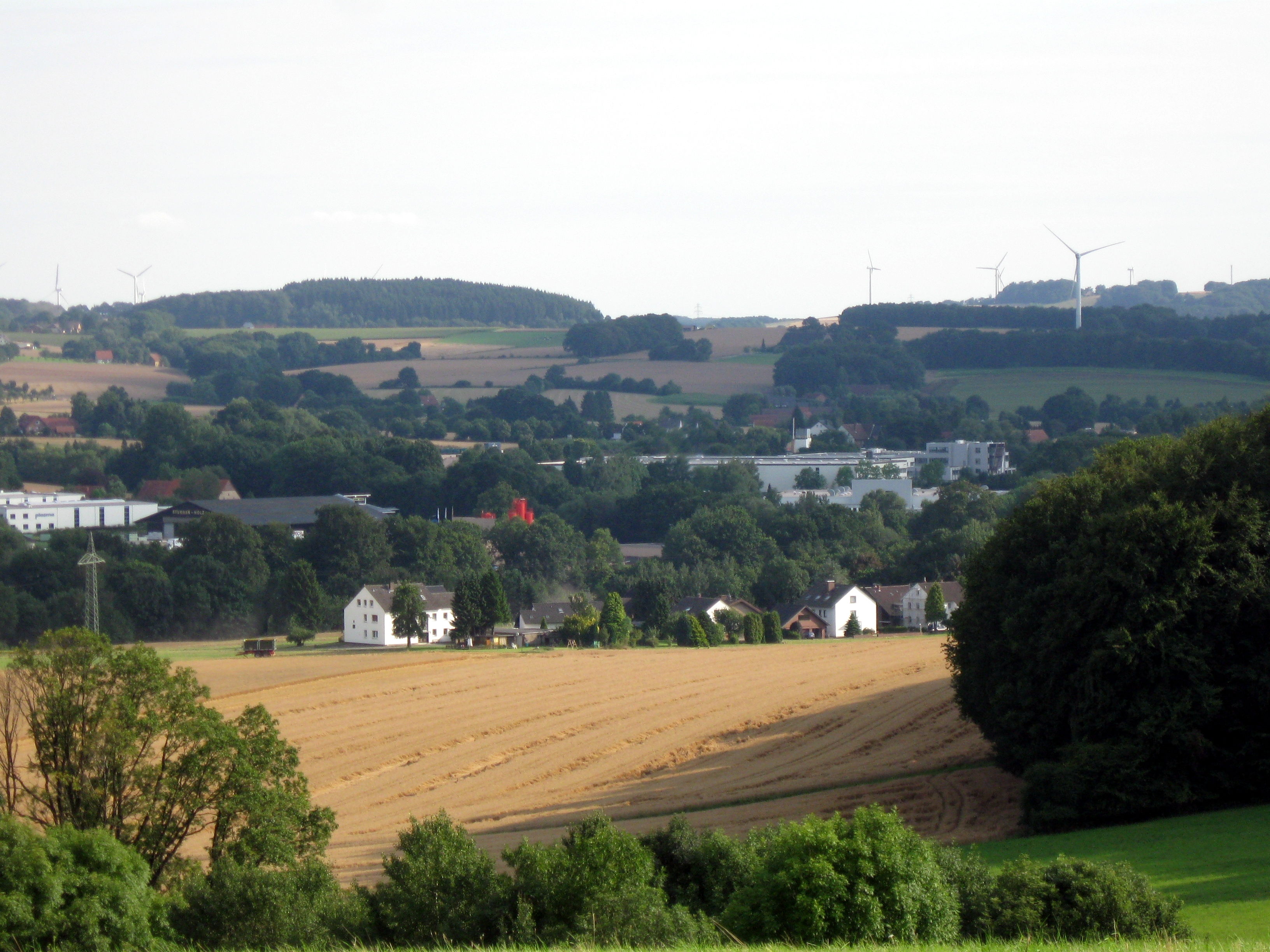
Werk Vlotho-Valdorf

- Die Herbert Kannegiesser GmbH hat sechs Produktionsstandorte in Deutschland:
  - Hauptwerk in Vlotho
  - Pharmagg Systemtechnik GmbH in Hoya
  - Kannegiesser in Sarstedt
  - Kannegiesser Aue GmbH (ehemals Textima) in Aue/Sachsen
  - Kannegiesser Passat in Steinheim
  - Kannegiesser Augsburg GmbH (ehemals Kleindienst Wäschereitechnik GmbH) in Augsburg
- Das Unternehmen hat eigene Vertriebstöchter in 5 Ländern, Vertretungen bzw. Stützpunkte in insgesamt 63 Ländern.
- 2005 übernahm die Herbert Kannegiesser GmbH zu 100 % das britische Unternehmen Ducker Engineering Ltd. (heute Kannegiesser UK Ltd., 130 Mitarbeiter, 28 Mio. Euro Jahresumsatz) mit Produktionsstandorten in Kendal und Banbury.

## Bekannte Unternehmensangehörige
- Martin Kannegiesser
- Stefan Schwartze